# Pollex flavimacula
Pollex flavimacula là một loài bướm đêm thuộc họ Erebidae. Nó được tìm thấy ở Tây Sumatra.
Sải cánh dài 9–10 mm.